# فهرست منابع غذایی دارای ویتامین ب۱۲
فهرست زیر شامل منابع غذایی حاوی ویتامین ب۱۲ در گوشت و اعضای خوراکی در گروه‌های گاو، گوساله، بره، مرغ، آبزیان، ماکیان (به غیر از مرغ) و همچنین لبنیات و مواد غیرلبنی مشابه، تخم ماکیان و نان می‌باشد. مقادیر واقعی ویتامین ب۱۲ در مواد غذایی همانند نان که در کارخانه‌های مختلف یا مشاغل مرتبط در سراسر جهان تولید می‌شود، به دلیل پارامترهای تأثیرگذار متغیر در تولید محصول، احتمال دارد دارای مغایرت‌های قابل توجهی با مقادیر ذکر شده در جدول باشند. مقادیر موجود در جداول بر اساس زیاد به کم فهرست‌بندی شده‌است.
جداول زیر دارای داده‌های متغیر می‌باشد، بدین مفهوم که با گذر زمان ممکن است داده‌هایی به جدول گروه مواد خوراکی، اضافه شده یا حذف گردد لذا در هیچ زمانی نمی‌توان این مقاله را یک مقاله کامل شده قلمداد کرد.

## گاو

برش گوشت گاو در آمریکا

| ماده غذایی (۱۰۰ گرم)                                                                       | ویتامین ب۱۲ (میکروگرم) |
| ------------------------------------------------------------------------------------------ | ---------------------- |
| جگر، پخته به روش سرخ‌شده در تابه                                                            | ۸۳٫۱۳                  |
| جگر، پخته به روش تفت‌آب‌پزی                                                                  | ۷۰٫۵۸                  |
| قلوه، پخته به روش آرام‌پز                                                                   | ۲۴٫۹                   |
| مغز، پخته به روش سرخ‌شده در تابه                                                            | ۱۵٫۲                   |
| دل، پخته به روش آرام‌پز                                                                     | ۱۰٫۸                   |
| مغز، پخته به روش آرام‌پز                                                                    | ۱۰٫۱                   |
| کمر، استیک فیله، بدون استخوان، بدون چربی قابل دید، تمام گریدها، پخته به روش کبابی گریل شده | ۴٫۵۷                   |
| کمر، استیک فیله، بدون استخوان، با چربی قابل دید، تمام گریدها، پخته به روش کبابی گریل شده   | ۴٫۱                    |
| گردن، زیر کتف، بدون استخوان، با چربی قابل دید، تمام گریدها، پخته به روش کبابی گریل شده     | ۳٫۶۸                   |
| دنده، دنده‌های کوتاه، بدون چربی قابل دید، پخته به روش تفت‌آب‌پزی                              | ۳٫۴۶                   |
| قلوه‌گاه، استیک، بدون چربی قابل دید، پخته به روش تفت‌آب‌پزی                                   | ۳٫۴۱                   |
| قلوه‌گاه، استیک، با چربی قابل دید، پخته به روش تفت‌آب‌پزی                                     | ۳٫۱                    |
| زبان، پخته به روش آرام‌پز                                                                   | ۳٫۱۳                   |
| چرخ‌کرده، فرم همبرگری، ۷۰ درصد گوشت ۳۰ درصد چربی، پخته با حرارت مستقیم                      | ۲٫۹                    |
| دنده، دنده‌های کوتاه، با چربی قابل دید، پخته به روش تفت‌آب‌پزی                                | ۲٫۶۲                   |
| سرسینه کامل، بدون چربی قابل دید، تمام گریدها، پخته به روش تفت‌آب‌پزی                         | ۲٫۶                    |
| جگر سفید، پخته به روش تفت‌آب‌پزی                                                             | ۲٫۵۹                   |
| سرسینه کامل، با چربی قابل دید، تمام گریدها، پخته به روش تفت‌آب‌پزی                           | ۲٫۴۵                   |
| بالاران، قسمت پایین، استیک، بدون چربی قابل دید، تمام گریدها، پخته به روش تفت‌آب‌پزی          | ۱٫۸۸                   |
| بالاران، قسمت پایین، استیک، با چربی قابل دید، تمام گریدها، پخته به روش تفت‌آب‌پزی            | ۱٫۸۷                   |
| قلوه‌گاه، استیک، با چربی قابل دید، پخته با حرارت مستقیم                                     | ۱٫۸۲                   |
| تاپ سیرلوین، استیک، با چربی قابل دید، پخته با حرارت مستقیم                                 | ۱٫۷۳                   |
| تاپ سیرلوین، استیک، بدون چربی قابل دید، پخته با حرارت مستقیم                               | ۱٫۷۱                   |
| بالاران، قسمت پایین، با چربی قابل دید، تمام گریدها، پخته به روش برشته‌پزی                   | ۱٫۵۳                   |
| بالاران، قسمت پایین، بدون چربی قابل دید، تمام گریدها، پخته به روش برشته‌پزی                 | ۱٫۵۳                   |
| قلوه‌گاه، استیک، بدون چربی قابل دید، پخته با حرارت مستقیم                                   | ۱٫۳۴                   |

## گوساله
| ماده غذایی (۱۰۰ گرم)                                                                  | ویتامین ب۱۲ (میکروگرم) |
| ------------------------------------------------------------------------------------- | ---------------------- |
| جگر، پخته به روش تفت‌آب‌پزی                                                             | ۸۴٫۶                   |
| جگر، پخته به روش سرخ شده در تابه                                                      | ۷۲٫۵                   |
| قلوه، پخته به روش تفت‌آب‌پزی                                                            | ۳۶٫۹                   |
| مغز، پخته به روش سرخ‌شده در تابه                                                       | ۲۱٫۳                   |
| دل، پخته به روش تفت‌آب‌پزی                                                              | ۱۴٫۴۶                  |
| مغز، پخته به روش تفت‌آب‌پزی                                                             | ۹٫۶۵                   |
| زبان، پخته به روش تفت‌آب‌پزی                                                            | ۵٫۳                    |
| چرخ‌کرده، پخته به روش سرخ‌شده در تابه                                                   | ۳٫۵۳                   |
| جگر سفید، پخته به روش تفت‌آب‌پزی                                                        | ۲٫۳۸                   |
| شانه، کتف، بدون چربی قابل دید، پخته به روش برشته‌پزی                                   | ۲٫۰۶                   |
| شانه، کتف، با چربی قابل دید، پخته به روش برشته‌پزی                                     | ۲٫۰۱                   |
| شانه، کتف، بدون چربی قابل دید، پخته به روش تفت‌آب‌پزی                                   | ۲٫۰۱                   |
| شانه کامل (بازو و کتف)، بدون چربی قابل دید، پخته به روش تفت‌آب‌پزی                      | ۱٫۹۴                   |
| شانه، کتف، با چربی قابل دید، پخته به روش تفت‌آب‌پزی                                     | ۱٫۹۳                   |
| شانه کامل (بازو و کتف)، بدون چربی قابل دید، پخته به روش برشته‌پزی                      | ۱٫۸۶                   |
| شانه کامل (بازو و کتف)، باچربی قابل دید، پخته به روش تفت‌آب‌پزی                         | ۱٫۸۴                   |
| شانه کامل (بازو و کتف)، با چربی قابل دید، پخته به روش برشته‌پزی                        | ۱٫۸۲                   |
| شانه، بازو، بدون چربی قابل دید، پخته به روش تفت‌آب‌پزی                                  | ۱٫۸۲                   |
| شانه، بازو، با چربی قابل دید، پخته به روش تفت‌آب‌پزی                                    | ۱٫۷۲                   |
| ماهیچه (جلو و عقب)، بدون چربی قابل دید، پخته به روش تفت‌آب‌پزی                          | ۱٫۶۴                   |
| ماهیچه (جلو و عقب)، با چربی قابل دید، پخته به روش تفت‌آب‌پزی                            | ۱٫۶۱                   |
| راسته، بدون چربی قابل دید، پخته به روش تفت‌آب‌پزی                                       | ۱٫۵۹                   |
| دنده، بدون چربی قابل دید، پخته به روش برشته‌پزی                                        | ۱٫۵۸                   |
| شانه، بازو، بدون چربی قابل دید، پخته به روش برشته‌پزی                                  | ۱٫۵۷                   |
| دنده، بدون چربی قابل دید، پخته به روش تفت‌آب‌پزی                                        | ۱٫۵۳                   |
| شانه، بازو، با چربی قابل دید، پخته به روش برشته‌پزی                                    | ۱٫۵۳                   |
| پا (بخش داخلی پای عقب)، بدون چربی قابل دید، پخته به روش سرخ شده در تابه (سوخاری نشده) | ۱٫۵۱                   |
| راسته، بدون چربی قابل دید، پخته به روش برشته‌پزی                                       | ۱٫۴۹                   |
| راسته، با چربی قابل دید، پخته به روش تفت‌آب‌پزی                                         | ۱٫۴۸                   |
| سینه کامل، بدون استخوان، بدون چربی قابل دید، پخته به روش تفت‌آب‌پزی                     | ۱٫۴۸                   |
| دنده، با چربی قابل دید، پخته به روش برشته‌پزی                                          | ۱٫۴۶                   |
| دنده، با چربی قابل دید، پخته به روش تفت‌آب‌پزی                                          | ۱٫۴۵                   |
| پا (بخش داخلی پای عقب)، با چربی قابل دید، پخته به روش سرخ شده در تابه (سوخاری نشده)   | ۱٫۴۵                   |
| راسته، با چربی قابل دید، پخته به روش برشته‌پزی                                         | ۱٫۴۲                   |
| سینه کامل، بدون استخوان، با چربی قابل دید، پخته به روش تفت‌آب‌پزی                       | ۱٫۳۳                   |
| کمر، بدون چربی قابل دید، پخته به روش تفت‌آب‌پزی                                         | ۱٫۳۲                   |
| کمر، بدون چربی قابل دید، پخته به روش برشته‌پزی                                         | ۱٫۳۱                   |
| چرخکرده، پخته با حرارت مستقیم                                                         | ۱٫۲۷                   |
| کمر، با چربی قابل دید، پخته به روش برشته‌پزی                                           | ۱٫۲۴                   |
| کمر، با چربی قابل دید، پخته به روش تفت‌آب‌پزی                                           | ۱٫۲۱                   |
| پا (بخش داخلی پای عقب)، بدون چربی قابل دید، پخته به روش تفت‌آب‌پزی                      | ۱٫۱۹                   |
| پا (بخش داخلی پای عقب)، بدون چربی قابل دید، پخته به روش برشته‌پزی                      | ۱٫۱۸                   |
| پا (بخش داخلی پای عقب)، با چربی قابل دید، پخته به روش تفت‌آب‌پزی                        | ۱٫۱۷                   |
| پا (بخش داخلی پای عقب)، با چربی قابل دید، پخته به روش برشته‌پزی                        | ۱٫۱۷                   |

## بره

برش گوشت گوسفند در بریتانیا

| ماده غذایی (۱۰۰ گرم)                                                              | ویتامین ب۱۲ (میکروگرم) |
| --------------------------------------------------------------------------------- | ---------------------- |
| جگر، سرخ‌شده در تابه                                                               | ۸۵٫۷                   |
| قلوه، پخته به روش تفت‌آب‌پزی                                                        | ۷۸٫۹                   |
| جگر، پخته به روش تفت‌آب‌پزی                                                         | ۷۶٫۵                   |
| مغز، سرخ‌شده در تابه                                                               | ۲۴٫۱                   |
| دل، پخته به روش تفت‌آب‌پزی                                                          | ۱۱٫۲                   |
| مغز، پخته به روش تفت‌آب‌پزی                                                         | ۹٫۲۵                   |
| زبان، پخته به روش تفت‌آب‌پزی                                                        | ۶٫۳                    |
| شانه کامل (بازو و کتف)، بدون چربی قابل دید، پخته با حرارت مستقیم                  | ۳٫۱۱                   |
| تکه مکعبی برای خورش یا کباب (پا و شانه)، بدون چربی قابل دید، پخته با حرارت مستقیم | ۳٫۰۳                   |
| شانه، بازو، بدون چربی قابل دید، پخته با حرارت مستقیم                              | ۳                      |
| شانه کامل، با چربی قابل دید، پخته با حرارت مستقیم                                 | ۲٫۹۷                   |
| شانه، کتف، بدون چربی قابل دید، پخته به روش تفت‌آب‌پزی                               | ۲٫۹۴                   |
| شانه کامل، بدون چربی قابل دید، پخته به روش تفت‌آب‌پزی                               | ۲٫۹۱                   |
| شانه، بازو، با چربی قابل دید، پخته با حرارت مستقیم                                | ۲٫۸۶                   |
| شانه، کتف، با چربی قابل دید، پخته به روش تفت‌آب‌پزی                                 | ۲٫۸۳                   |
| شانه، کتف، بدون چربی قابل دید، پخته با حرارت مستقیم                               | ۲٫۸۱                   |
| شانه کامل، با چربی قابل دید، پخته به روش تفت‌آب‌پزی                                 | ۲٫۸                    |
| شانه، کتف، بدون چربی قابل دید، پخته به روش برشته‌پزی                               | ۲٫۷۴                   |
| تکه مکعبی برای خورش یا کباب (پا و شانه)، بدون چربی قابل دید، پخته به روش تفت‌آب‌پزی | ۲٫۷۳                   |
| شانه، کتف، با چربی قابل دید، پخته با حرارت مستقیم                                 | ۲٫۷۳                   |
| شانه کامل (کتف و بازو)، بدون چربی قابل دید، پخته به روش برشته‌پزی                  | ۲٫۷                    |
| شانه، کتف، با چربی قابل دید، پخته به روش برشته‌پزی                                 | ۲٫۶۷                   |
| شانه، بازو، بدون چربی قابل دید، پخته به روش تفت‌آب‌پزی                              | ۲٫۶۵                   |
| شانه کامل (کتف و بازو)، با چربی قابل دید، پخته به روش برشته‌پزی                    | ۲٫۶۴                   |
| پا کامل (ران پای جلو و راسته)، بدون چربی قابل دید، پخته به روش برشته‌پزی           | ۲٫۶۴                   |
| دنده، بدون چربی قابل دید، پخته با حرارت مستقیم                                    | ۲٫۶۴                   |
| شانه، بازو، بدون چربی قابل دید، پخته به روش برشته‌پزی                              | ۲٫۶۱                   |
| چرخ‌کرده، پخته با حرارت مستقیم                                                     | ۲٫۶۱                   |
| پا کامل (ران پای جلو و راسته)، با چربی قابل دید، پخته به روش برشته‌پزی             | ۲٫۵۹                   |
| شانه، بازو، با چربی قابل دید، پخته به روش تفت‌آب‌پزی                                | ۲٫۵۸                   |
| شانه، بازو، با چربی قابل دید، پخته به روش برشته‌پزی                                | ۲٫۵۵                   |
| دنده، با چربی قابل دید، پخته با حرارت مستقیم                                      | ۲٫۵۴                   |
| جگر سفید، پخته به روش تفت‌آب‌پزی                                                    | ۲٫۵۲                   |
| کمر، بدون چربی قابل دید، پخته با حرارت مستقیم                                     | ۲٫۵۲                   |
| کمر، با چربی قابل دید، پخته با حرارت مستقیم                                       | ۲٫۴۷                   |
| ران پای جلو، با چربی قابل دید، پخته به روش تفت‌آب‌پزی                               | ۲٫۲۸                   |
| ران پای جلو، بدون چربی قابل دید، پخته به روش تفت‌آب‌پزی                             | ۲٫۲۶                   |
| دنده، با چربی قابل دید، پخته به روش برشته‌پزی                                      | ۲٫۲۳                   |
| کمر، با چربی قابل دید، پخته به روش برشته‌پزی                                       | ۲٫۲۱                   |
| کمر، بدون چربی قابل دید، پخته به روش برشته‌پزی                                     | ۲٫۱۶                   |
| دنده، بدون چربی قابل دید، پخته به روش برشته‌پزی                                    | ۲٫۱۶                   |

## مرغ

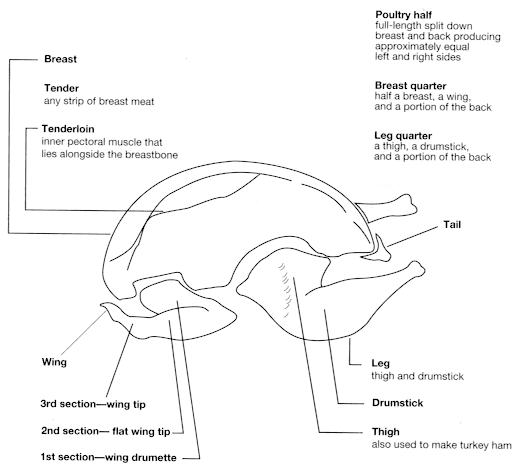
تقسیم‌بندی برش گوشت ماکیان طبق شیوه وزارت کشاورزی ایالات متحده آمریکا

| ماده غذایی (۱۰۰ گرم)                                                                   | ویتامین ب۱۲ (میکروگرم) |
| -------------------------------------------------------------------------------------- | ---------------------- |
| جگر، آرام‌پز                                                                            | ۱۶٫۸۵                  |
| دل، آرام‌پز                                                                             | ۷٫۲۹                   |
| سنگدان، آرام‌پز                                                                         | ۱٫۰۴                   |
| مغز ران با پوست، جوجه گوشتی یا مرغ جوان مناسب سرخ کردن، پخته به روش برشته‌پزی           | ۰٫۴۴                   |
| مغز ران، فقط گوشت، جوجه گوشتی یا مرغ جوان مناسب سرخ کردن، پخته به روش برشته‌پزی         | ۰٫۴۲                   |
| ران کامل، فقط گوشت، جوجه گوشتی یا مرغ جوان مناسب سرخ کردن، پخته به روش برشته‌پزی        | ۰٫۳۹                   |
| ساق ران با پوست، جوجه گوشتی یا مرغ جوان مناسب سرخ کردن، پخته به روش برشته‌پزی           | ۰٫۳۹                   |
| ران کامل با پوست، جوجه گوشتی یا مرغ جوان مناسب سرخ کردن، پخته به روش برشته‌پزی          | ۰٫۳۸                   |
| سینه، فقط گوشت، جوجه گوشتی یا مرغ جوان مناسب سرخ کردن، پخته، سرخ‌شده                    | ۰٫۳۷                   |
| بال با پوست، جوجه گوشتی یا مرغ جوان مناسب سرخ کردن، پخته به روش برشته‌پزی               | ۰٫۳۵                   |
| بال، فقط گوشت، جوجه گوشتی یا مرغ جوان مناسب سرخ کردن، پخته، سرخ شده                    | ۰٫۳۴                   |
| بال، فقط گوشت، جوجه گوشتی یا مرغ جوان مناسب سرخ کردن، پخته به روش برشته‌پزی             | ۰٫۳۴                   |
| سینه، فقط گوشت، جوجه گوشتی یا مرغ جوان مناسب سرخ کردن، پخته به روش بریان               | ۰٫۳۴                   |
| سینه با پوست، جوجه گوشتی یا مرغ جوان مناسب سرخ کردن، پخته، سرخ شده با روکش آرد         | ۰٫۳۴                   |
| ران کامل، فقط گوشت، جوجه گوشتی یا مرغ جوان مناسب سرخ کردن، پخته، سرخ شده               | ۰٫۳۴                   |
| مغز ران، فقط گوشت، جوجه گوشتی یا مرغ جوان مناسب سرخ کردن، پخته، سرخ شده                | ۰٫۳۳                   |
| ساق ران با پوست، جوجه گوشتی یا مرغ جوان مناسب سرخ کردن، پخته، سرخ شده با روکش آرد      | ۰٫۳۲                   |
| ران کامل با پوست، جوجه گوشتی یا مرغ جوان مناسب سرخ کردن، پخته، سرخ شده با روکش آرد     | ۰٫۳۱                   |
| سینه با پوست، جوجه گوشتی یا مرغ جوان مناسب سرخ کردن، پخته، سرخ شده با روکش خمیرابه     | ۰٫۳                    |
| مغز ران با پوست، جوجه گوشتی یا مرغ جوان مناسب سرخ کردن، پخته، سرخ شده با روکش آرد      | ۰٫۳                    |
| مغز ران با پوست، جوجه گوشتی یا مرغ جوان مناسب سرخ کردن، پخته، سرخ شده با روکش خمیرابه  | ۰٫۲۸                   |
| ساق ران با پوست، جوجه گوشتی یا مرغ جوان مناسب سرخ کردن، پخته، سرخ شده با روکش خمیرابه  | ۰٫۲۸                   |
| ران کامل با پوست، جوجه گوشتی یا مرغ جوان مناسب سرخ کردن، پخته، سرخ شده با روکش خمیرابه | ۰٫۲۸                   |
| بال با پوست، جوجه گوشتی یا مرغ جوان مناسب سرخ کردن، پخته، سرخ شده با روکش آرد          | ۰٫۲۸                   |
| سینه، فقط گوشت، جوجه گوشتی، پخته به روش باربیکیو با جوجه‌گردان                          | ۰٫۲۷                   |
| بال با پوست، جوجه گوشتی یا مرغ جوان مناسب سرخ کردن، پخته، سرخ شده با روکش خمیرابه      | ۰٫۲۵                   |
| سینه، فقط گوشت، جوجه گوشتی یا مرغ جوان مناسب سرخ کردن، پخته به روش خورش                | ۰٫۲۳                   |
| ران کامل با پوست، جوجه گوشتی یا مرغ جوان مناسب سرخ کردن، پخته به روش خورش              | ۰٫۲۳                   |
| ساق ران با پوست، جوجه گوشتی یا مرغ جوان مناسب سرخ کردن، پخته به روش خورش               | ۰٫۲۲                   |
| سینه با پوست، جوجه گوشتی یا مرغ جوان مناسب سرخ کردن، پخته به روش خورش                  | ۰٫۲۱                   |
| مغز ران، فقط گوشت، جوجه گوشتی یا مرغ جوان مناسب سرخ کردن، پخته به روش خورش             | ۰٫۲۱                   |
| ران کامل با پوست، جوجه گوشتی یا مرغ جوان مناسب سرخ کردن، پخته به روش خورش              | ۰٫۲                    |
| مغز ران با پوست، جوجه گوشتی یا مرغ جوان مناسب سرخ کردن، پخته به روش خورش               | ۰٫۱۹                   |
| بال با پوست، جوجه گوشتی یا مرغ جوان مناسب سرخ کردن، پخته به روش خورش                   | ۰٫۱۸                   |

## آبزیان
| ماده غذایی (۱۰۰ گرم)                                    | ویتامین ب۱۲ (میکروگرم) |
| ------------------------------------------------------- | ---------------------- |
| صدف دوکفه‌ای، پخته تحت حرارت مرطوب، با ادویه مخلوط شده   | ۹۸٫۸۹                  |
| صدف چروک شرقی، پرورشی، پخته تحت حرارت خشک               | ۲۴٫۳                   |
| خاویار، سیاه و قرمز، دانه‌دانه                           | ۲۰                     |
| ماهی خال‌خالی، پخته تحت حرارت خشک                        | ۱۹                     |
| صدف چروک شرقی، وحشی (غیر پرورشی)، پخته تحت حرارت مرطوب  | ۱۷٫۵                   |
| شاه‌ماهی اطلسی، پخته تحت حرارت خشک                       | ۱۳٫۱۴                  |
| صدف چروک شرقی، وحشی (غیر پرورشی)، پخته تحت حرارت خشک    | ۱۲٫۹۱                  |
| خرچنگ آلاسکا کینگ (Alaska king)، پخته تحت حرارت مرطوب   | ۱۱٫۵                   |
| تن باله آبی، پخته تحت حرارت خشک                         | ۱۰٫۸۸                  |
| خرچنگ دانجنس، پخته تحت حرارت مرطوب                      | ۱۰٫۳۸                  |
| خرچنگ کوئین (queen)، پخته تحت حرارت مرطوب               | ۱۰٫۳۸                  |
| حلزون خام                                               | ۹٫۰۷                   |
| ساردین آتلانتیک، کنسرو در روغن، بااستخوان               | ۸٫۹۴                   |
| قزل‌آلای رنگین‌کمان وحشی (غیر پرورشی)، پخته تحت حرارت خشک | ۶٫۳                    |
| سالمون کوهو وحشی (غیر پرورشی)، پخته تحت حرارت خشک       | ۵                      |
| سالمون صورتی، پخته تحت حرارت خشک                        | ۴٫۷۳                   |
| سالمون کوهو، وحشی (غیر پرورشی)، پخته تحت حرارت مرطوب    | ۴٫۴۸                   |
| خارماهی نواری، پخته تحت حرارت خشک                       | ۴٫۴۱                   |
| قزل‌آلای رنگین‌کمان پرورشی، پخته تحت حرارت خشک            | ۴٫۱۱                   |
| سیمین‌ماهی رنگین‌کمان، پخته تحت حرارت خشک                 | ۳٫۹۷                   |
| ذغال ماهی آتلانتیک، پخته تحت حرارت خشک                  | ۳٫۶۸                   |
| سرخو، با ادویه مخلوط شده، پخته تحت حرارت خشک            | ۳٫۵                    |
| سالمون کوهو پرورشی، پخته تحت حرارت خشک                  | ۳٫۱۷                   |
| سالمون آتلانتیک، وحشی (غیر پرورشی)، پخته تحت حرارت خشک  | ۳٫۰۵                   |
| سالمون جویبار، پخته تحت حرارت خشک                       | ۲٫۸۷                   |
| سالمون آتلانتیک، پرورشی، پخته تحت حرارت خشک             | ۲٫۸                    |
| خاویاری، پخته تحت حرارت خشک، با ادویه مخلوط شده         | ۲٫۵                    |
| کاشی‌ماهی، پخته تحت حرارت خشک                            | ۲٫۵                    |
| تن زرد باله، پخته تحت حرارت خشک                         | ۲٫۳۵                   |
| اردک‌ماهی شمالی، پخته تحت حرارت خشک                      | ۲٫۳                    |
| تن نوع لایت، کنسرو شده در روغن                          | ۲٫۲                    |
| تن، سفید، کنسرو شده در روغن                             | ۲٫۲                    |
| هوور مسقطی، پخته تحت حرارت خشک                          | ۲٫۱۹                   |
| روغن‌ماهی کوچک، پخته تحت حرارت خشک                       | ۲٫۱۳                   |
| شوریده اطلسی، سرخ شده با لایه آرد                       | ۲٫۱                    |
| تیلاپیا، پخته تحت حرارت خشک                             | ۱٫۸۶                   |
| میگو، پخته تحت حرارت مرطوب، با ادویه مخلوط شده          | ۱٫۶۶                   |
| خوش‌گوشت، پخته تحت حرارت خشک                             | ۱٫۶۲                   |
| شمشیرماهی، پخته تحت حرارت خشک                           | ۱٫۶۲                   |
| کپور، پخته تحت حرارت خشک                                | ۱٫۴۷                   |
| شبدیزماهی، پخته تحت حرارت خشک                           | ۱٫۴۴                   |
| لابستر شمالی، پخته تحت حرارت مرطوب                      | ۱٫۴۳                   |
| کفشک‌ماهی (گونه‌های کفشک و ماهی حلوا)، پخته تحت حرارت خشک | ۱٫۳۱                   |
| لوزی‌ماهی اطلس، پخته تحت حرارت خشک                       | ۱٫۲۷                   |
| کاد آتلانتیک، پخته تحت حرارت خشک                        | ۱٫۰۵                   |
| هامور، پخته تحت حرارت خشک، با ادویه مخلوط شده           | ۰٫۶۹                   |
| کفال راه‌راه (کفال خاکستری)، پخته تحت حرارت خشک          | ۰٫۲۵                   |

## ماکیان (به غیر از مرغ)
| ماده غذایی (۱۰۰ گرم)                             | ویتامین ب۱۲ (میکروگرم) |
| ------------------------------------------------ | ---------------------- |
| جگر بوقلمون، پخته به روش آرام‌پز                  | ۲۸٫۱۷                  |
| بوقلمون، دل، پخته به روش آرام‌پز                  | ۱۳٫۹                   |
| شترمرغ، قسمت استریپ (strip) داخلی، پخته          | ۶٫۴۴                   |
| شترمرغ، قسمت داخلی پا، پخته                      | ۶٫۳۶                   |
| شترمرغ، قسمت صدفی، پخته                          | ۶٫۳۲                   |
| شترمرغ، قسمت استریپ بیرونی، پخته                 | ۶٫۲۶                   |
| شترمرغ، قسمت تیپ (tip) با حذف چربی‌ها، پخته       | ۶٫۲۵                   |
| شترمرغ، قسمت تاپ لوین، پخته                      | ۶٫۱۷                   |
| بوقلمون، سنگدان، آرام‌پز                          | ۳٫۹۱                   |
| بوقلمون، چرخ‌کرده، پخته                           | ۱٫۳۴                   |
| قرقاول، پخته                                     | ۰٫۷۲                   |
| غاز اهلی، گوشت، پخته به روش برشته‌پزی             | ۰٫۴۹                   |
| غاز اهلی، گوشت و پوست، پخته به روش برشته‌پزی      | ۰٫۴۱                   |
| مرغابی اهلی، گوشت، پخته به روش برشته‌پزی          | ۰٫۴                    |
| بوقلمون، گوشت سفید، پخته به روش برشته‌پزی         | ۰٫۳۷                   |
| بلدرچین                                          | ۰٫۳۶                   |
| بوقلمون، سینه، گوشت و پوست، پخته به روش برشته‌پزی | ۰٫۳۶                   |
| بوقلمون، پا، گوشت و پوست، پخته به روش برشته‌پزی   | ۰٫۳۶                   |
| بوقلمون، بال، گوشت و پوست، پخته به روش برشته‌پزی  | ۰٫۳۴                   |
| مرغابی اهلی، گوشت و پوست، پخته به روش برشته‌پزی   | ۰٫۳                    |

## لبنیات و مواد غیرلبنی مشابه
| ماده غذایی (۱۰۰ گرم)                                                   | ویتامین ب۱۲ (میکروگرم) |
| ---------------------------------------------------------------------- | ---------------------- |
| شیر بدون چربی، خشک (پودر)، معمولی، بدون افرودنی ویتامین آ و دی         | ۴٫۰۳                   |
| شیر بدون چربی، خشک (پودر)، فوری (instant)، بدون افرودنی ویتامین آ و دی | ۳٫۹۹                   |
| شیر کامل، خشک (پودر)، بدون افرودنی ویتامین دی                          | ۳٫۲۵                   |
| شیر کامل، خشک (پودر)، غنی شده با ویتامین دی                            | ۳٫۲۵                   |
| پنیر سوییسی                                                            | ۳٫۰۶                   |
| آب‌پنیر ترش، خشک شده                                                    | ۲٫۵                    |
| آب‌پنیر شیرین، خشک شده                                                  | ۲٫۳۷                   |
| پنیر موتزارلا تهیه شده با شیر کامل                                     | ۲٫۲۸                   |
| پنیر آمریکایی بی‌چرب                                                    | ۱٫۸۵                   |
| پنیر فتا                                                               | ۱٫۶۹                   |
| پنیر سوییسی کم چرب                                                     | ۱٫۶۸                   |
| پنیر سوییسی کم سدیم                                                    | ۱٫۶۸                   |
| پنیر گودا                                                              | ۱٫۵۴                   |
| پنیر ادامر                                                             | ۱٫۵۴                   |
| پنیر آمریکایی پاستوریزه بدون ویتامین دی افزودنی                        | ۱٫۵                    |
| پنیر پارمسان رنده شده                                                  | ۱٫۴                    |
| پنیر پارمسان کم سدیم                                                   | ۱٫۴                    |
| پنیر کامامبر                                                           | ۱٫۳                    |
| بلوچیز                                                                 | ۱٫۲۲                   |
| پنیر پارمسان سفت                                                       | ۱٫۲                    |
| پنیر رومانو                                                            | ۱٫۱۲                   |
| پنیر چدار                                                              | ۱٫۱                    |
| پنیر موتزارلا، بدون چربی                                               | ۰٫۹۲                   |
| پنیر ریکوتا، تهیه شده با شیر کامل                                      | ۰٫۸۵                   |
| پنیر آمریکایی پاستوریزه کم‌چرب                                          | ۰٫۷۷                   |
| ماست یونانی تهیه شده از شیر کامل                                       | ۰٫۷۵                   |
| ماست یونانی بدون چربی                                                  | ۰٫۷۵                   |
| شیر گوسفند                                                             | ۰٫۷۱                   |
| شیر کاکائو سویا، بدون مواد افزودنی                                     | ۰٫۷                    |
| پنیر کوتاژ کم‌چرب، یک درصد چربی                                         | ۰٫۶۳                   |
| ماست ساده بدون چربی                                                    | ۰٫۶۱                   |
| ماست ساده کم‌چرب                                                        | ۰٫۵۶                   |
| شیر دو درصد چربی، غنی شده با ویتامین آ و دی                            | ۰٫۵۳                   |
| شیر دو درصد چربی                                                       | ۰٫۵۳                   |
| ماست یونانی کم چرب                                                     | ۰٫۵۲                   |
| شیر بدون چربی                                                          | ۰٫۵                    |
| شیر بدون چربی، غنی شده با ویتامین آ و دی                               | ۰٫۵                    |
| شیر، نوشیدنی شکلات، کاکائو داغ، خانگی                                  | ۰٫۴۹                   |
| شیر یک درصد چربی                                                       | ۰٫۴۷                   |
| شیر یک درصد چربی، غنی شده با ویتامین آ و دی                            | ۰٫۴۷                   |
| پنیر کوتاژ کم‌چرب، دو درصد چربی                                         | ۰٫۴۷                   |
| شیر با چربی کامل (۳/۲ درصد چربی)                                       | ۰٫۴۵                   |
| شیر با چربی کامل (۳/۲ درصد چربی)، غنی شده با ویتامین دی                | ۰٫۴۵                   |
| پنیر کوتاژ خامه‌ای                                                      | ۰٫۴۳                   |
| خامه ترش، لایت                                                         | ۰٫۴۲                   |
| بستنی وانیلی                                                           | ۰٫۳۹                   |
| ماست ساده، تهیه شده از شیر کامل                                        | ۰٫۳۷                   |
| شیر کم سدیم                                                            | ۰٫۳۶                   |
| شیر گاومیش هندی                                                        | ۰٫۳۶                   |
| شیر کاکائو (شکلات) از شیر کامل، کارخانه‌ای، غنی شده با ویتامین آ و دی   | ۰٫۳۳                   |
| شیر کاکائو (شکلات) کم‌چرب، کارخانه‌ای، غنی شده با ویتامین آ و دی         | ۰٫۳۳                   |
| شیر کاکائو (شکلات) بدون چربی، غنی شده با ویتامین آ و دی                | ۰٫۳۲                   |
| بستنی توت‌فرنگی                                                         | ۰٫۳                    |
| بستنی کاکائویی (شکلاتی)                                                | ۰٫۲۹                   |
| کفیر ساده کم چرب، برند لایف‌وی (LIFEWAY)                                | ۰٫۲۹                   |
| پنیر زیره                                                              | ۰٫۲۷                   |
| شیر کاکائو (شکلات) کم چربی، غنی شده با ویتامین آ و دی                  | ۰٫۲۳                   |
| پنیر خامه‌ای                                                            | ۰٫۲۲                   |
| خامه، ترش، پرورشی                                                      | ۰٫۲۱                   |
| کره دارای نمک                                                          | ۰٫۱۷                   |
| کره بی نمک                                                             | ۰٫۱۷                   |
| شیر بز، غنی شده با ویتامین دی                                          | ۰٫۰۷                   |
| شیر انسان                                                              | ۰٫۰۵                   |
| شیر نارگیل طبیعی (شیر چلانده شده از مایع و گوشت رنده شده نارگیل)       | ۰                      |
| کره بادام زمینی، دارای تکه‌های خرد شده ریز، دارای نمک                   | ۰                      |
| کره تخمه آفتابگردان، دارای نمک                                         | ۰                      |
| ارده، از دانه‌های برشته شده و تفت داده شده (بیشتریت نوع مصرفی)          | ۰                      |
| مایه جایگزین خامه، لایت                                                | ۰                      |

## تخم ماکیان
| ماده غذایی (۱۰۰ گرم)                   | ویتامین ب۱۲ (میکروگرم) |
| -------------------------------------- | ---------------------- |
| تخم اردک، خام                          | ۵٫۴                    |
| زرده تخم مرغ، خشک شده                  | ۵٫۱۱                   |
| تخم غاز، خام                           | ۵٫۱                    |
| پودر جانشین تخم‌مرغ                     | ۳٫۵۲                   |
| تخم مرغ کامل، خشک شده                  | ۲٫۹۶                   |
| زرده تخم مرغ، خام                      | ۱٫۹۵                   |
| تخم بوقلمون، خام                       | ۱٫۶۹                   |
| تخم بلدرچین، خام                       | ۱٫۵۸                   |
| تخم مرغ کامل، آب‌پز سفت (Hard Boiled)   | ۱٫۱۱                   |
| تخم مرغ کامل، سرخ‌شده                   | ۰٫۹۷                   |
| تخم مرغ کامل، خام                      | ۰٫۸۹                   |
| تخم مرغ کامل، پخته به روش املت         | ۰٫۷۶                   |
| تخم مرغ کامل، پخته به روش تخم‌مرغ هم‌زده | ۰٫۷۶                   |
| تخم مرغ کامل، پخته به روش تنگاب‌پز      | ۰٫۷۱                   |
| سفیده تخم‌مرغ، خشک شده                  | ۰٫۱۸                   |
| سفیده تخم مرغ، خام                     | ۰٫۰۹                   |

## نان
| ماده غذایی (۱۰۰ گرم) | ویتامین ب۱۲ (میکروگرم) |
| -------------------- | ---------------------- |
| بیگل تخم مرغی        | ۰٫۱۶                   |
| جو دوسر              | ۰٫۰۳                   |
| جو دوسر، برشته شده   | ۰٫۰۲                   |
| تورتیا گندم کامل     | ۰                      |
| سبوس گندم            | ۰                      |
| چاودار               | ۰                      |